# Eduard Matusevič
Eduard Antonavič Matusevič (bělorusky Эдуард Антонавіч Матусевіч; * 16. listopadu 1937 Minsk, Běloruská SSR) je bývalý sovětský rychlobruslař.
V roce 1962 se zúčastnil svého prvního Mistrovství Evropy (9. místo). Ve svém jediném startu na Zimních olympijských hrách 1964 skončil v závodě na 1500 m šestý; následně byl čtvrtý na Mistrovství světa. Největšího úspěchu dosáhl v roce 1964, kdy vyhrál evropský šampionát. Z kontinentálních mistrovství si přivezl ještě bronz v roce 1967 a stříbro v roce 1968. Na zimní olympiádě 1968 se na trati 1500 m umístil na osmé příčce. Po sezóně 1967/1968 ukončil sportovní kariéru.